# Charoides pigra
Charoides pigra là một loài bọ cánh cứng trong họ Cerambycidae.